# Leskeodon longicaulis
Leskeodon longicaulis là một loài rêu trong họ Daltoniaceae. Loài này được Broth. mô tả khoa học đầu tiên năm 1924.